# Automatische Verstärkungsregelung
Eine automatische Verstärkungsregelung (kurz AGC, von englisch automatic gain control) dient in elektronischen Geräten dazu, den Ausgangspegel eines Verstärkers konstant zu halten, auch wenn sich die Amplitude des eingehenden Signals stark ändert. Dadurch wird Übersteuerung nachfolgender Stufen vermieden, die weitere Verarbeitung erleichtert und der Störabstand verbessert.
Die automatische Verstärkungsregelung ist Bestandteil vieler Funkempfänger, insbesondere solcher zum Empfang amplitudenmodulierter Signale. Sie sorgt bei AM-Radios dafür, dass unterschiedlich stark empfangene Sender dennoch etwa gleich laut wiedergegeben werden.

## Funktion
Eine automatische Verstärkungsregelung setzt ein Stellglied voraus, dessen Spannungsübertragungsfaktor mit einer Gleichspannung (der Regelspannung) gesteuert werden kann. Die Regelspannung wird bei analoger Schaltungstechnik durch Gleichrichten der Signalspannung und anschließendes Glätten mit einem Tiefpass gewonnen. Die Reaktionszeit ist von der Dimensionierung des Tiefpassfilters abhängig. Bei digitalen Empfangsgeräten wie dem Software Defined Radio wird das Steuersignal für die AGC üblicherweise digital als das Quadrat des Scheitelfaktors, bezeichnet als englisch Peak-to-average power ratio (PAPR), gewonnen.
Das Stellglied kann ein Verstärker sein, dessen Verstärkung sich mit einer Spannung steuern lässt. Er wird auch als VCA (engl. für Spannungsgesteuerter Verstärker) bezeichnet. Zu Zeiten der Elektronenröhren dienten dazu spezielle Regelröhren, deren Steilheit vom Arbeitspunkt abhängt.
Das Stellglied kann aber auch ein Dämpfungsglied sein, dessen Dämpfung sich mit einer Spannung steuern lässt. Dafür können in anspruchslosen Fällen Halbleiterdioden benutzt werden, deren Innenwiderstand mittels Gleichstrom verändert wird. Heute werden analoge oder auch digital steuerbare Schaltungen aus Feldeffekttransistoren verwendet, die einen steuerbaren Spannungsteiler bilden.

## Anwendungsbeispiele
- Bei Tonaufnahmen (besonders bei einfachen Recordern und Diktiergeräten) sorgt eine Aussteuerungsregelung dafür, dass Aussteuerungsfehler vermieden werden. Bei Tonbandgeräten war dies besonders wichtig, um den bestmöglichen Rauschabstand zu erzielen, dabei aber Übersteuerungen des Magnetbandes zu verhindern.
- Amateur-Videorekorder pegeln mittels einer automatischen Verstärkungsregelung die eingehenden Signale automatisch aus (Anmerkung: der Kopierschutz Macrovision macht sich dies zu Nutze, indem kurze Bursts sehr hoher Pegel in das zu schützende Signal eingefügt werden. Die automatische Verstärkungsregelung regelt entsprechend die Aussteuerung „nach“ und sorgt so für massive Bildstörungen).
- AM-Empfänger (Radios für Lang-, Mittel- und Kurzwelle sowie Fernseher) regeln die Verstärkung ihrer Zwischenfrequenz – teilweise auch der Vorverstärker – so nach, dass sich auch bei unterschiedlicher Empfangsfeldstärke nach der Demodulation ein stabiler Signalpegel ergibt.
- Die meisten Videokameras verwenden automatische Verstärkungsregelungen, um sich an unterschiedliche Helligkeiten anpassen zu können, anstatt eine mechanische Blende zu bedienen.
- In mit Lichtwellenleitern arbeitenden optischen Übertragungsstrecken werden die optischen Pegel oft mit Hilfe automatischer Verstärkungsregelung angeglichen.
- In Hörgeräten werden automatische Verstärkungsregelungen genutzt, um ein Verstärkungsverhalten zu erzeugen, welches die Sprachverständlichkeit verbessert
- Im Hörfunk verwendet man häufig eine AGC, um kleine Aussteuerungsfehler am Mischpult auszugleichen, aber auch oftmals in verschärfter Weise, um eine größtmögliche Lautheit (siehe Loudness War) der Modulation zu erreichen (siehe FM-Soundprocessing)
- Automatische Lautstärkeanpassung bei der Wiedergabe von Film und Musik, im Idealfall wurde der Replay Gain vorher ermittelt und für den jeweiligen Titel hinterlegt. Eine Echtzeitanpassung ist am PC mit entsprechender AGC-Software[2] möglich, für Windows stehen hierfür kostenlose Programme zur Verfügung.
- Niederfrequenzteil von Funktelefonen und höherwertigen Festnetztelefonen: Durch die automatische Auspegelung des Sprachsignals sorgt AGC dafür, eine gute Verständlichkeit auch bei wechselnd lauter Sprache oder Umgebungsgeräuschen zu gewährleisten. Man spricht dann auch speziell von automatischer Lautstärkeregelung.
- Eine rauschabhängige automatische Verstärkungsregelung in Radargeräten.